# Gimnàs Nacional de Pequín
El Gimnàs Nacional de Pequín (xinès: 国家体育馆) és un pavelló esportiu a Pequín (La Xina) on se celebraran les competicions de gimnàstica, trampolí i les finals del torneig d'handbol dels Jocs Olímpics de 2008.
Té una capacitat de 19.000 espectadors. Va ser construït sota el disseny de l'estudi d'arquitectes Glöckner amb seu a la ciutat alemanya de Nuremberg.
Està ubicat al Parc Olímpic, districte de Chaoyang, al nord de la capital xinesa, a pocs metres de l'Estadi Nacional de Pequín.